# Hegyi cserjecincér
A hegyi cserjecincér (Pidonia lurida) a cincérfélék családjába tartozó, Közép- és Kelet-Európában honos, lombos fákon és fenyőkön élő bogárfaj. 

## Megjelenése
A hegyi cserjecincér testhossza 9-13 mm. Az előtor hátsó pereme jóval szélesebb az elsőnél, oldalai erősen íveltek; a szárnyfedők oldalvonalai a vállaktól a végéig enyhén keskenyednek. Színe sárgásbarna, de az előtor és a fej, a potroh és a combok vége változó mértékben fekete is lehet. A szárnyfedők oldalszegélyén a váll mögött néha két hosszúkás, elmosódott szélű barna folt látható; sokszor a varrat hátul és a szárnyfedők vége is barnás. A fej és az előtor szőrözete finom, lesimuló, sárga, a szárnyfedők szőrei kevésbé lesimulók, kissé ferdén kifelé irányulnak.  

## Elterjedése és életmódja
Közép- és Kelet-Európában honos, Franciaországtól a Kárpát-medencéig, a Balkánig és a Baltikumig. Bár a Kárpátokban viszonylag gyakori, Magyarországon ritka, a Soproni-hegységből, a Bakonyból, a Bükkből és a Mátrából ismert. 
Lárvája lomb- és tűlevelű fák (pl. bükk, luc) elhalt gyökereinek és törzse alsó részének kérge alatt él. Fejlődése két évig tart, a második telet a talajban tölti, ahol tavasszal bebábozódik. Az imágó májustól augusztus elejéig rajzik. Nappal aktív, többnyire a tisztások, erdőszélek virágzó cserjéin, ernyősein tartózkodik. 

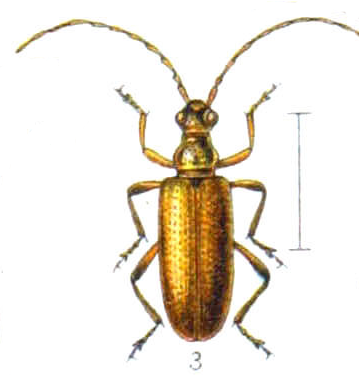
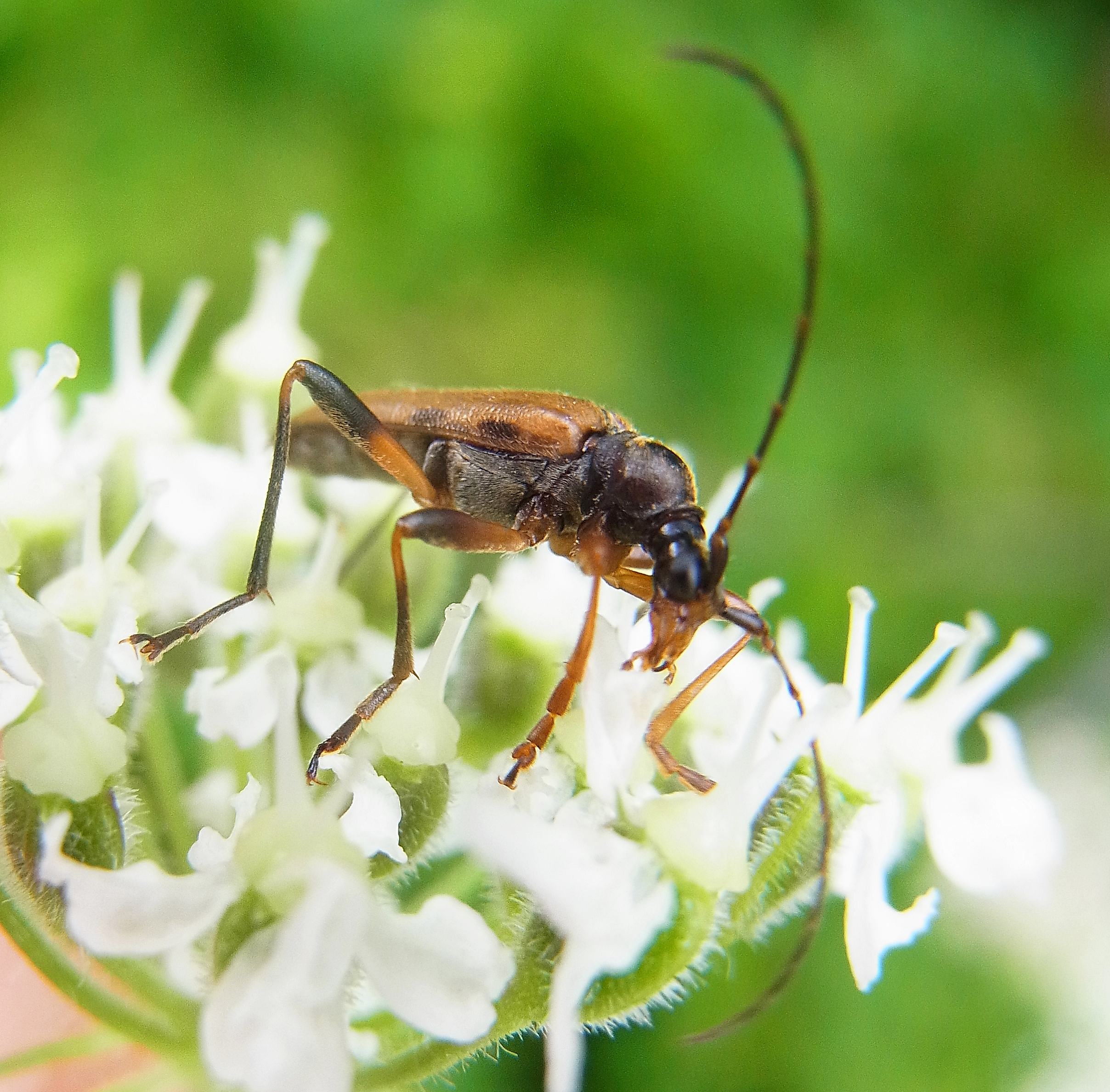
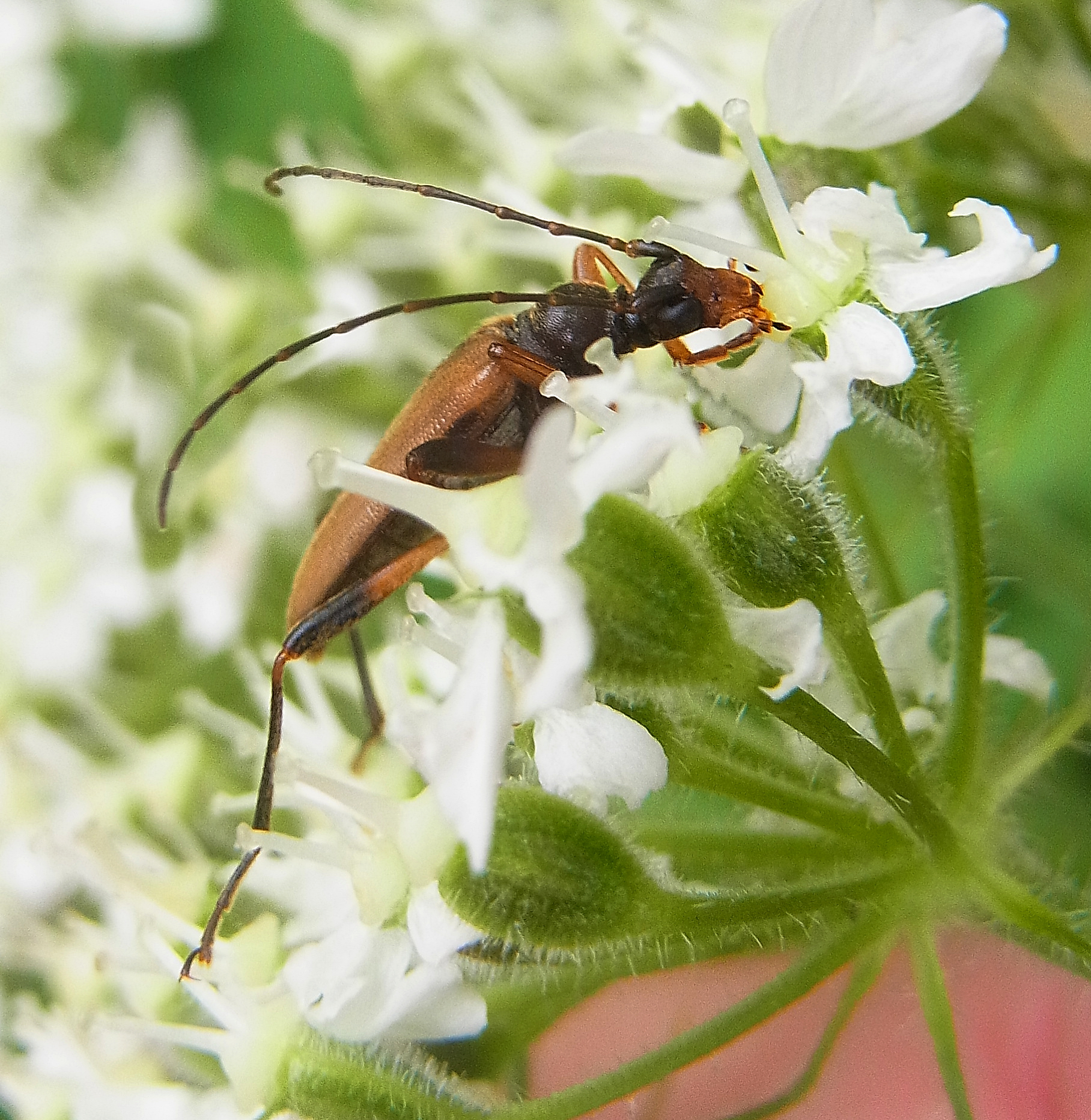
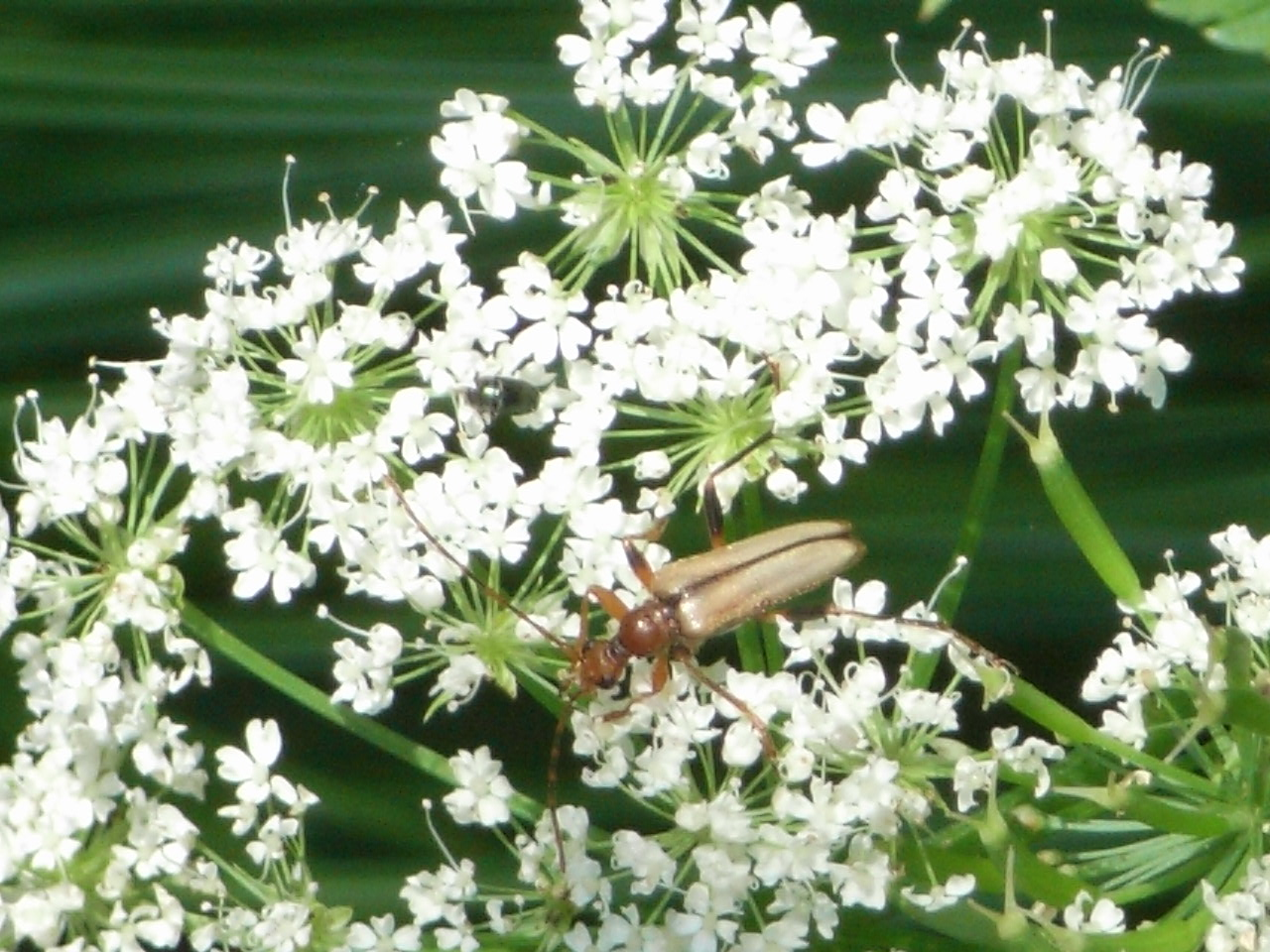
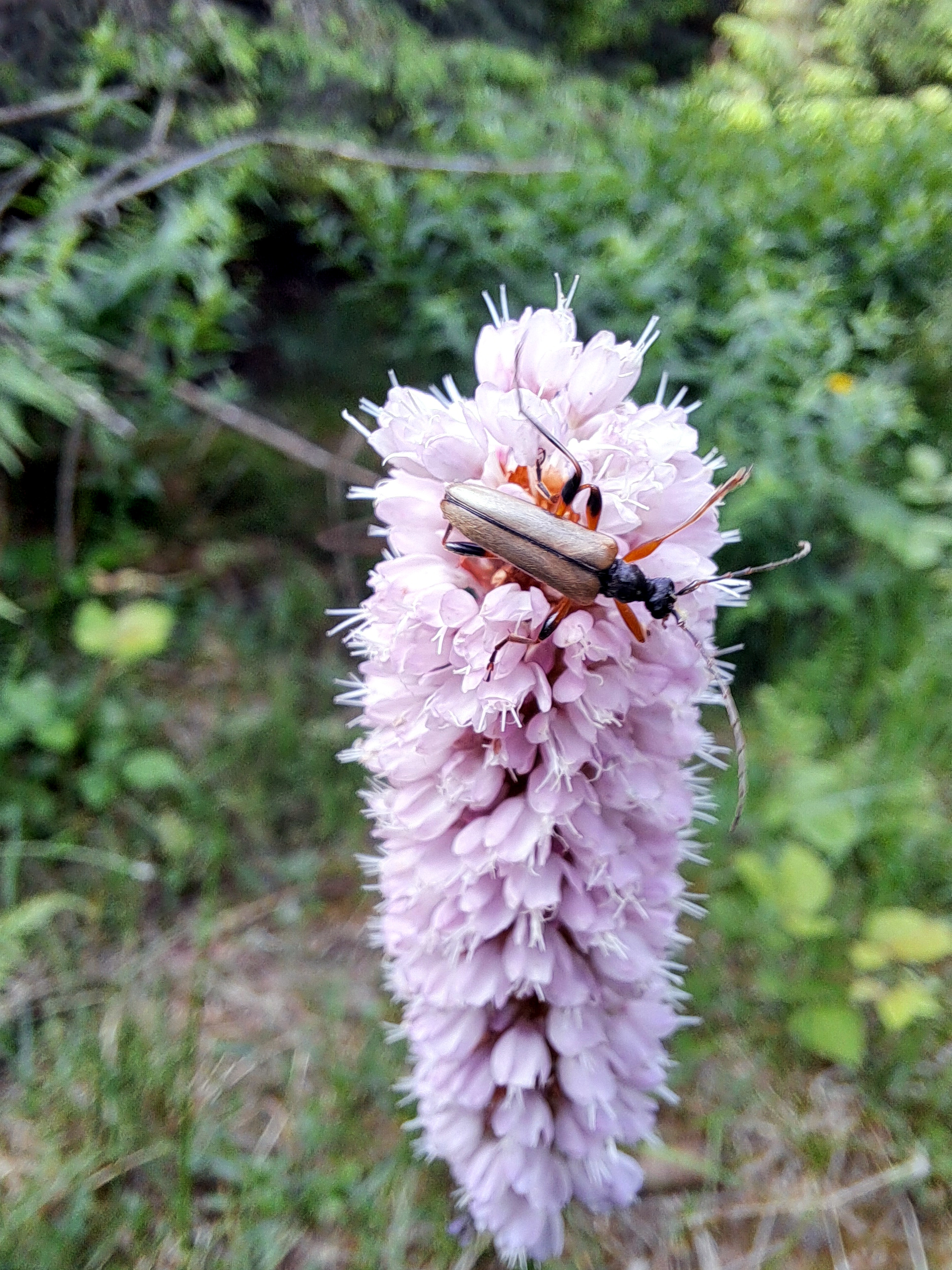

Magyarországon nem védett.